# Valerie Singleton
Valerie Singleton OBE (nascida em 9 de abril de 1937) é uma apresentadora de televisão e rádio britânica, mais conhecida por ser uma das apresentadoras do programa infantil Blue Peter. Está em atividade desde 1959.